# Buffel
Buffel — южноафриканский бронетранспортёр 4х4, защищенный от мин и который использовался во время войны за независимость Намибии. Разработан в 1970х компанией ARMSCOR  и позже был заменен Mamba. Всего было произведено около 2400 машин. 

## Конструкция
Buffel представляет собой бронемашину 4х4 V-образной формы, защищенной от мин. Бронемашина использует немецкое шасси Mercedes-Benz UNIMOG Model 416/162 series 4 × 4. Водитель находится в левой, хорошо защищенной кабине. Десант находится сзади и может составлять до 10 человек. Buffel был оснащён 200-л топливным баком и 100-л водяным баком. Водяной бак обеспечивал пассажиров водой. Благодаря V-образной форме Buffel мог эффективно отражать взрыв мины.

## Варианты
- Mk II Buffel   — отличается полностью защищенный десантным отделением, улучшенной кабиной водителя.

- Миномёт   — вариант с 81-мм миномётом.
- Unicorn   — версия Buffel, производимая в Шри-Ланке, отличающаяся соединённым водительским и десантным отделениями.

## Основные операторы
- Шри-Ланка : 47;
- Уганда : 55;
- ЮАР  : 2400, все сняты с вооружения в пользу Mamba